# III район (Турку)
III район (фін. III kaupunginosa, швед. III stadsdel) — один із центральних районів міста Турку, що входить до Центрального округу. 

## Географічне положення
Район розташований на схід від річки Аурайокі між вулицями Каскенкату (Kaskenkatu) і Мартінкату (Martinkatu), а з півдня обмежений вулицею Купіттаанкату (Kupittaankatu). 

## Пам'ятки
Більшу частину району займає центральний спортивний парк в Самппалінна, що включає в себе стадіон імені Пааво Нурмі. 
У районі зосереджена велика кількість об'єктів культурного значення, в тому числі — фінський міський театр, музей Вяйне Аалтонена і Біологічний музей. 

## Населення
Незважаючи на наявність спортивно-паркової зони, щільність населення району — одна з найвищих в Турку: в 2007 число жителів району становило 3 094 осіб. Діти молодше 15 років становили 5%, а старше 65 років — 28,58%. Фінською мовою в якості рідної володіли 87,18%, шведською — 11,17%, а іншими мовами — 1,64% населення району. 